# Traduzioni della Bibbia in tedesco

## Traduzioni Yiddish
- Le più antiche versioni in una lingua tedesca, a parte la Bibbia di Ulfila in gotico (IV secolo d.C.), sono quelle in yiddish, parlato dagli ebrei mitteleuropei, realizzate a partire dal medioevo. Il più antico e ampio manoscritto, datato 1421, contiene le traduzioni giudeo-tedesche di alcuni libri (Gs, Gdc, Gn, megillot). Tra le molte versioni stampate realizzate, complete o parziali, degne di nota sono quella pubblicata a Costanza nel 1543-44 ad opera del convertito Michael Adam; quella di Isaac Blitz, Amsterdam 1676-78, con diversi olandesismi; quella di Joseph Witzenhausen, Amsterdam 666.
- Lo scontento mostrato da diverse comunità giudaiche verso suddette versioni fu la motivazione principale che mosse la traduzione della Torah di Moses Mendelssohn (Amsterdam 1778). Il testo è scritto in tedesco ‘alto’ (mitteleuropeo, differenziato da quello ‘basso’ della Germania settentrionale), ad uso delle comunità yiddish. Tale traduzione incontrò notevoli resistenze che sfociarono in aperti divieti presso alcune comunità giudaiche. Per cercare di rimediare a tale scontento furono stampate traduzioni del testo con caratteri ebraici (1780-3).

## Traduzioni tedesche
Al di fuori della cerchia linguistica yiddish, le prime traduzioni parziali che ci sono pervenute risalgono al VII-VIII secolo. Sono basate sulla Vulgata.
- La prima stampa del testo completo in tedesco risale al 1466 a cura di Johannes Mentelin, la cosiddetta Bibbia di Mentelin, pubblicata a Strasburgo.
- Tra il 1466 e il 1522 furono pubblicate 18 traduzioni complete della Bibbia nelle varie parlate tedesche, tutte realizzate a partire dalla Vulgata.
- La Bibbia di Lutero, nonostante non sia la prima traduzione tedesca, come da molti erroneamente ritenuto, è la versione tedesca per eccellenza, che ha avuto una notevole influenza sulla stessa lingua tedesca. Il riformatore terminò il NT nel 1522 e l'intero testo biblico nel 1534. Prima della sua morte nel 1546 il testo ebbe 10 edizioni, contenenti continue modifiche e perfezionamenti. Il lavoro fu realizzato a partire dai testi originali (NT di Erasmo, poco preciso) ma con l'ausilio della Vulgata, della quale mantenne l'ordine dei libri, ad eccezione di alcune epistole del nuovo testamento con ordine divergente da quello classico, secondo Lutero, per motivi pedagogici, e della traduzione interlineare ebraico-latina di Pagninus. In alcuni punti tradusse il testo in linea con le proprie dottrine. In epoca contemporanea è stata revisionata nel 1912; 1984. Attualmente è pubblicata secondo l'ortografia in uso prima del 2006.

Frontespizio della Bibbia di Lutero

- 1526, Beringer, solo NT, revisione di Lutero.
- 1527, Emser, NT dalla Vulgata ma integrato con Lutero.
- 1529 (riv. 1860-68, 1905), Bibbia di Zurigo, ad opera degli Zwingliniani a partire dal testo di Lutero.
- La traduzione del domenicano Johannes Dietenberger, del 1534, fu la versione di riferimento dei cattolici tedeschi nell'epoca della Riforma. Si basava sul NT di Emser e per l'AT sulla Vulgata, inoltre valorizzava criticamente la versione di Lutero.
- 1529, Hetzer, anabattista.
- 1549, Caspar Ulenberg, revisione della Dietenberger.
- 1602-4, Piscator, calvinista.
- 1630, Crellius, solo NT, sociniana.
- 1661, gesuiti di Mainz, revisione della Dietenberger.
- 1722, Thomas Aquin Erhard, revisione della Dietenberger.
- 1732 (1856), Berleburger Bibel, a cura del pietista Theologe Johann Friedrich Haug.
- 1751, Cartier.
- 1774, Moldenhauer.
- 1776, Grynaeus.
- 1781, Vögelin, solo NT.
- 1783-89, Ignatius Weitenauer.
- 1788-97, H. Braun dalla Vulgata.
- 1799-1828, D. Brentano e A. Dereser, dai testi originali.
- 1803, Feder, revisione della Braun.
- 1809-14 (riv. 1831-33), Wette e Augusti.
- 1830-32 Allioli, revisione della Braun.
- 1851-66 Loch e Reischl, dalla Vulgata con i testi originali.
- 1855-1871 (1991), Elberfelder.
- 1905, Die Heilige Schrift (Elberfelder Bibel), ed. R. Brockhouse, Wuppertal-Elberfeld.
- 1905, Schlachter.
- 1926-1938, di Martin Buber, solo AT.
- 1935-55, Herder.
- 1938 (1965), Friedrich Pfäfflin, solo NT.
- 1940, di Hermann Menge.
- 1959, di Hans Bruns.
- La cattolica Einheitsübersetzung, fu realizzata tra il 1962-80. È usata nella liturgia cattolica.
- 1965, Jörg Zink.
- 1968-1982 (1997), Die Gute Nachricht = La buona notizia. (traduzione in lingua corrente; è, insieme alla "Bibbia di Lutero" del 1984, il testo d'uso ufficiale nell'ora di religione protestante in Germania ed Austria)
- 1975-1990, DaBhaR, a cura di Fritz Henning Baader.
- 1992-1996, Hoffnung für alle = Speranza per tutti. (traduzione più libera della "Gute Nachricht", in lingua corrente)
- 1984, Das Nöie Teschtamänt Bärndütsch, a cura di Hans und Ruth Bietenhard, solo NT.
- 1989, di Fridolin Stier, solo NT.
- 2004, Neue Evangelische Übertragung (Nuova Versione Evangelica), a cura di Karl-Heinz Vanheiden.